# Vitaliano Ravagli
Vitaliano Ravagli (Imola, 23 luglio 1934 – Lugo, 16 agosto 2011) è stato uno scrittore, antifascista e attivista italiano.
È noto per aver scritto, insieme al collettivo Wu Ming, il romanzo Asce di guerra, in cui si narra l'esperienza autobiografica di Ravagli dai tardi anni trenta fino al 1958.

## Biografia
Dopo un'infanzia segnata dalla povertà e dalle sofferenze della guerra, lavorò come falegname in varie botteghe e in una cooperativa; allo stesso tempo si prendeva cura dei familiari, in gran parte affetti da tubercolosi.
Attivista comunista, noto anche con il nome di battaglia Gap, tra la fine degli anni quaranta e i primi anni cinquanta partecipò a numerose manifestazioni operaie, avendo frequenti scontri con le forze dell'ordine. Nel 1948 si iscrisse alla FGCI, pur collocandosi su posizioni critiche rispetto allo scarso slancio rivoluzionario del Partito.
Nel 1956 disertò il servizio di leva e si recò clandestinamente a combattere nel Laos, in una brigata comunista che fiancheggiava il Viet Minh. Dopo quattro mesi rientrò in Italia e svolse il servizio militare in una compagnia di disciplina, il 21º Genio Pontieri di Trani. Nel 1958, terminato il periodo di leva, incapace di riadattarsi alla vita quotidiana decise di fare ritorno nel Laos.
Nuovamente rientrato in Italia, si sposò ed ebbe due figli. La sua storia, narrata in due autobiografie pubblicate a proprie spese, I sentieri dell'odio e Il prato degli uomini spenti, è tuttavia rimasta sconosciuta ai più fin quando Ravagli è stato presentato ai Wu Ming da Carlo Lucarelli ed è nata l'idea di Asce di guerra.

## Polemiche
Vitaliano Ravagli fu attaccato in più circostanze da quotidiani di centrodestra. In particolare, divenne oggetto di articoli fortemente polemici la partecipazione ad un dibattito all'Università di Perugia nel 2001 e la proiezione del documentario Le guerre di Vitaliano. Il vietcong romagnolo avvenuta in due circoli romani di Rifondazione Comunista nel 2003. Repliche a tali articoli sono presenti nel sito della Wu Ming Foundation.

## Opere
- Vitaliano Ravagli, Wu Ming, Asce di guerra, Milano, Marco Tropea Editore, 2000, ISBN 88-438-0269-0.
- Vitaliano Ravagli, Wu Ming, Asce di guerra, Torino, Giulio Einaudi, 2005, ISBN 88-06-17607-2.